# Poul Ruders
Poul Ruders es un compositor danés nacido el 27 de marzo de 1949 en Ringsted. 
Estudió orquestación con Karl Aage Rasmussen y recibió además formación como organista. Entre sus trabajos cabe destacar su Concierto para violín (1981), la ópera Tycho (1986) tres sinfonías, varios cuartetos para cuerda y sonatas para piano.
También compuso en 1995 su Concierto en fragmentos, conjunto de variaciones sobre la ópera de Henry Purcell Dido y Eneas.